# 宇都美清
宇都美 清（うつみ きよし、1928年（昭和3年）11月12日 - 1973年（昭和48年）3月4日）は日本の歌手。栃木県宇都宮市出身。本名は吉田清男。

## 経歴
1946年（昭和21年）、宇都宮商業学校を卒業目前にして、コロムビアの新人募集に応募し合格。同年5月発売の「銀座歩けば」でデビュー。芸名の宇都美清とは出身地の宇都宮から取ったものである。
1949年（昭和24年）までに7曲吹き込んだが、ヒットしたのは「旅役者の唄」（霧島昇）のB面曲「三千歳小唄」ぐらいで、翌年、ビクターへ移籍。渡辺はま子と吹き込んだ「火の鳥」がヒットし、「ああモンテンルパの夜は更けて」、「浅太郎月夜」等がヒットする。
NHK紅白歌合戦に3回出場している（詳細は下記参照）。
1960年代に入ってからは、作曲家として活躍。
1973年（昭和48年）3月4日、肝硬変で死去。

## 主な曲
- 銀座歩けば
- 三千歳小唄
- 火の鳥　-　with 渡辺はま子
- ああモンテンルパの夜は更けて　-　with 渡辺はま子
- 浅太郎月夜
- あずま音頭　-　with 野崎せい子
- すっとび鴉
- ふるさとの舟唄
- トルコのチャイナ・タウン
- 股旅月夜
- 酒に愁いを
- 彰義ぶし
- もらい風呂
- 天城の鴉
- 漁港ぶし　-　with 榎本美佐江
- 河内山（こうちやま）
- 青い灯、赤い灯　-　※第7回NHK紅白歌合戦出場曲
- ひとり都へ帰るのさ
- ギター夜曲
- 旅の夕焼け
- 天竜しぶき笠
- 呼んでおくれよ、呼んどくれ
- 旅のアコージョン弾き
- お祭半次郎　-　with 榎本美佐江
- くるくるサイクル －競輪音頭－　-　with 榎本美佐江
- さすらいの街
- 夜霧の急行列車
- 月の大利根
- キューバの黄昏
- 踊りゃ輪になる花になる（大阪市民音頭）　-　with 市丸
- 波止場艶歌
- 哀愁の旅路
- 青春渡り鳥
- 夢は七つの海越えて
- さすらいの旅役者
- 雨の酒場で
- 人生劇場の歌
- 安全音頭　-　with 市丸
- 別れ港は
- 川内音頭　-　with 榎本美佐江
- 旅路の夢に
- 灯台しぐれ
- 泣いているのさ（1957年6月）

## NHK紅白歌合戦出場歴
| 1952年（昭和27年）/第2回                            | さすらいの旅路 | 池真理子     |
| 1953年（昭和28年）/第4回                            | さすらいの旅路 | 神楽坂はん子 |
| 1956年（昭和31年）/第7回                            | 青い灯赤い灯   | 菅原都々子   |
| - このうち、第7回はラジオ中継による音声が現存する。 |                |              |

## 主なテレビ出演
- なつかしの歌声（テレビ東京）